# Санди-Лейк
Санди-Лейк (англ. Sandy Lake) — озеро в провинции Онтарио в Канаде. Расположено на западе провинции. Одно из больших озёр Канады — площадь водной поверхности 507 км², общая площадь — 527 км², четырнадцатое по величине озеро в провинции Онтарио. Высота над уровнем моря 276 метров. Сток из озера на северо-восток по реке Северн в Гудзонов залив. Ледостав с ноября по май.
Специализация озера в любительском рыболовстве — судак, северная щука, жёлтый окунь.